# ATOW1996
ATOW1996 — самый северный документально подтверждённый участок суши. Это небольшой скалистый островок (шхера) длиной 10 метров и высотой 1 метр, расположенный в нескольких километрах севернее мыса Моррис-Джесуп в северной Гренландии. Был открыт в ходе экспедиции Top of the World (США) в 1996 году и назван в её честь (сокращение от англ. American Top of the World).
О полёте над ещё более северным островком с координатами 83°41′06″ с. ш. 30°45′36″ з. д. сообщила экспедиция Return to the Top of the World Expedition (RTOW2001), но для подтверждения его существования требуется проведение более тщательных изысканий, включая посещение острова.
Другой остров, названный 83-42, был найден на координатах 83°42′05″ с. ш. 30°38′49″ з. д.. Это также крохотный островок, 35 на 15 метров и высотой в 4 метра. Пока не установлено, постоянный это остров или временный.